# Heterogenite-2H
La heterogenite-2H è un politipo dell'heterogenite pertanto è da considerarsi una varietà e non una specie a sé stante.